# 모스콥스카야역 (상트페테르부르크 지하철)
모스콥스카야역(러시아어: Московская)은 러시아 상트페테르부르크 시에 있는 상트페테르부르크 지하철 모스콥스코 페트로그라츠카야 선의 역이다. 1969년 12월 25일에 개통되었고, 스크린도어가 설치되어 있다.
모스콥스카야 역에서는 셔틀버스 39번, 39E, K39번으로 풀코보 공항 터미널 1까지 직통으로 연결된다.

## 사진

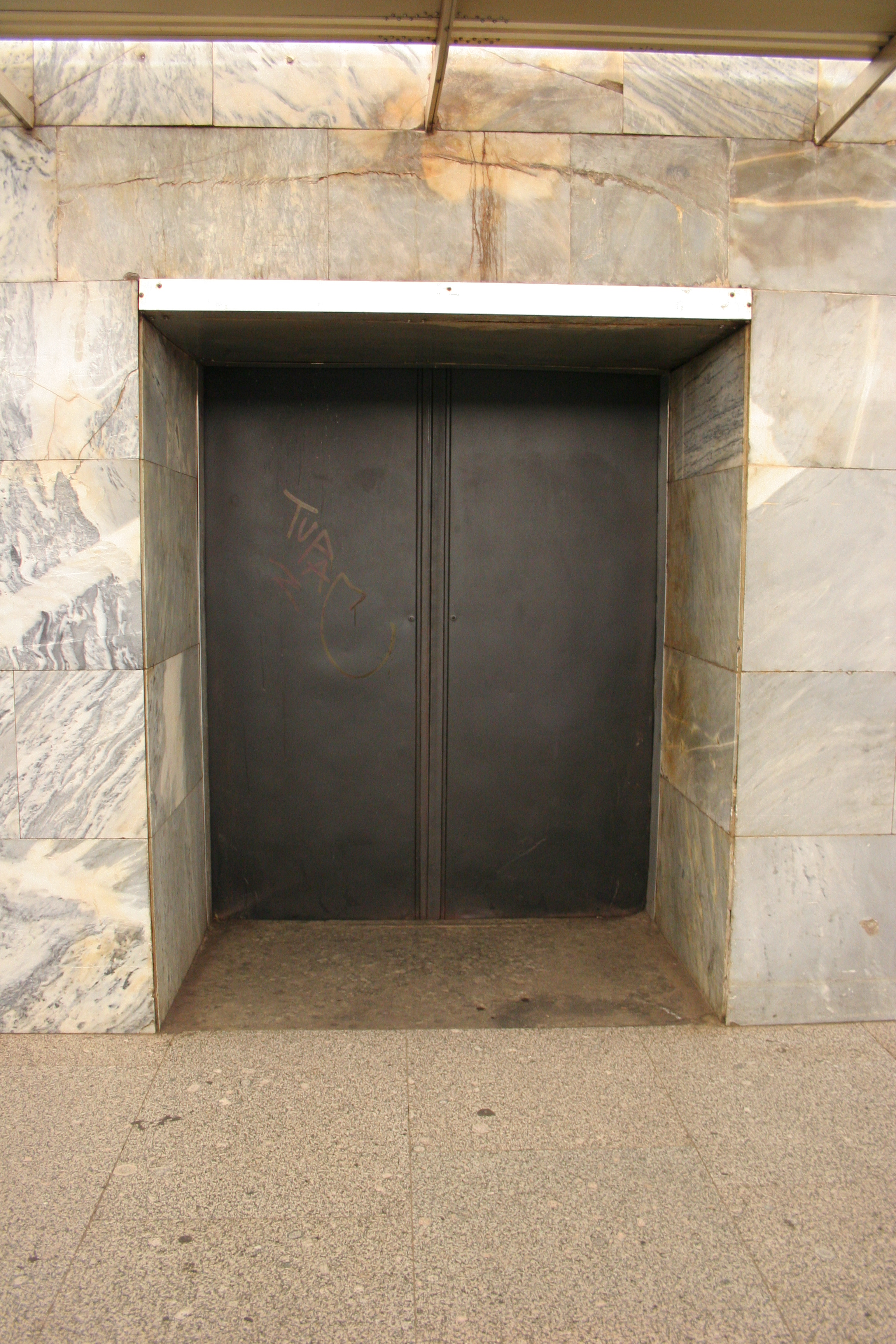
스크린도어